# 宝機材
株式会社宝機材は、岐阜県瑞穂市に本社を置く、グレーチングメーカー。

## 概要
岐阜県瑞穂市に本拠を置くグレーチングメーカーである。
国内で初めて60kg鋼以上の高張力鋼（ハイテン鋼）を主部材に使用して、軽量グレーチングを製造したメーカーである。また、溶融亜鉛めっき工場を併設しており開発・設計から製造、表面処理まで一貫して自社で行っている。製造工場の設備強化などによりグレーチング以外にも太陽光発電パネル架台や鋼管杭など各種鋼製品の製造もしている。
カラフルな景観グレーチングをはじめ、側溝を暗渠化する暗渠化蓋、鋼製排水溝、農業用水路かさ上げ鋼製擁壁など、現場の課題解決をはかるオリジナル製品が豊富である。
空調設備用保護金具や耐震補強金物など建築関連製品も手掛けている。
イメージキャラクター「エコトラくん」は松下進がデザインした。

## 沿革
- 1974年（昭和49年）9月：株式会社宝機材設立　土木建築・衛生資材販売
- 1982年（昭和57年）3月：グレーチング製造工場竣工・始動
- 2007年（平成19年）5月：グループ企業「株式会社宝HRR」設立
- 2008年（平成20年）12月：受枠専用工場竣工・始動
- 2010年（平成22年）4月：グループ企業「株式会社宝HRR」による溶融亜鉛めっき工場竣工・始動
- 2022年（令和4年）9月：物流センター竣工・稼働

## 事業所
- 本社・工場：岐阜県瑞穂市

## グループ企業
- 有限会社康徳興業
- 株式会社宝HRR